# Résolution 2122 du Conseil de sécurité des Nations unies
Membres permanents
- Chine
- États-Unis
- France
- Royaume-Uni
- Russie

Membres non permanents
- Argentine
- Australie
- Azerbaïdjan
- Corée du Sud
- Guatemala
- Luxembourg
- Maroc
- Pakistan
- Rwanda
- Togo

Résolution no 2121 Résolution no 2123
La résolution 2122 du Conseil de sécurité des Nations unies, adoptée à l'unanimité le 18 octobre 2013, est la septième résolution du Conseil de sécurité traitant du sujet des femmes, de la paix et de la sécurité. Elle met en place une feuille de route pour la mise en œuvre pleine et entière de ses résolutions précédentes, notamment la résolution 1325 (2000), de manière systématique, face aux insuffisants progrès dans ce domaine mis en évidence par le rapport du secrétaire général. Elle rappelle le rôle fondamental de l'égalité de sexe et de l'autonomisation des femmes pour la paix et la sécurité internationales.

## Résolution
La résolution reconnait l'égalité des sexes et l'autonomisation des femmes – notamment dans les domaines sociaux et économiques – comme essentielle au maintien de la paix et de la sécurité internationales, le développement et la stabilité des sociétés humaines, ainsi que l'impact spécifique et disproportionné de violation du droit de la guerre et du droit international humanitaire visant les femmes en période de conflit, peu importe leur forme.
Elle note que la nécessité participation des femmes à la paix et la sécurité doit être apprécié de manière globale, au-delà de la seule question des violences sexuelles.
Le Conseil appelle ensuite tous les organismes de l'ONU, les États et les organisations régionales à intégrer pleinement le sujet des femmes, de la paix et de la sécurité et déclare qu'il prendra en compte ces considérations dans tous les aspects de son action à l'avenir, notamment dans la rédaction et le renouvellement des mandats.
Il appelle les gouvernements et les organisations à transformer leurs engagements en actions concrètes et dédié des ressources pour la mise en œuvre de l'agenda « femmes, paix et sécurité », notamment en soutenant et finançant les organisations de la société civile.
La résolution propose un échéancier et un éventail d'actions et d'instruments concrets tels que le développement et le déploiement de techniques d'expertise au sein des missions de maintien de la paix et de médiation des Nations unies, l'amélioration de l'accès aux informations et analyse sur l'impact des conflits armés sur les femmes et la participation des dernière à la résolution des premiers, et le renforcement des engagements à inclure directement les femmes dans les processus de paix. Elle insiste sur la nécessité d'assurer l'accès humanitaire à une large offre de service de santé sexuelle et reproductive, y compris pour les situations de grossesses résultant de viol de guerre. 
Elle renouvelle son attention particulière pour la protection et la participation significative des femmes dans la préparation des élections et les processus politiques, les programmes de désarmement, démobilisation et de réintégration, les réformes des secteurs de la sécurité et de la justice et plus largement les efforts de reconstruction post-conflit.
Le Conseil de sécurité annonce une revue de haut-niveau en 2015, pour faire le bilan des quinze années de mise en œuvre de la résolution 1325 (2000) et fixé de nouveaux objectif. Il confie au Secrétaire général le soin de coordonné une grande étude globale qu'il examinera en 2015, qui devra mettre en évidence les tendances globales et les priorités pour l'action, les bonnes pratiques et les défis futurs. Cette revue de haut niveau a fait l'objet de la résolution 2242 (2015).